# Кнут

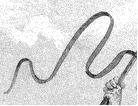
Кнут.

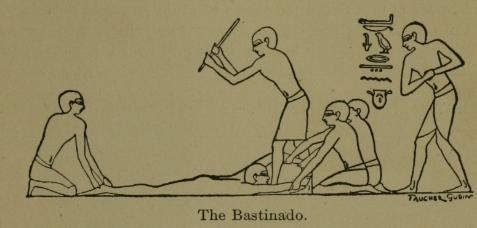
Наказание батогами в Древнем Египте.

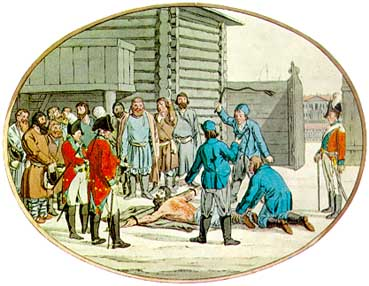
К. Гейслер. Наказание кнутом в присутствии крестьянского схода. Раскрашенная гравюра XVIII века.

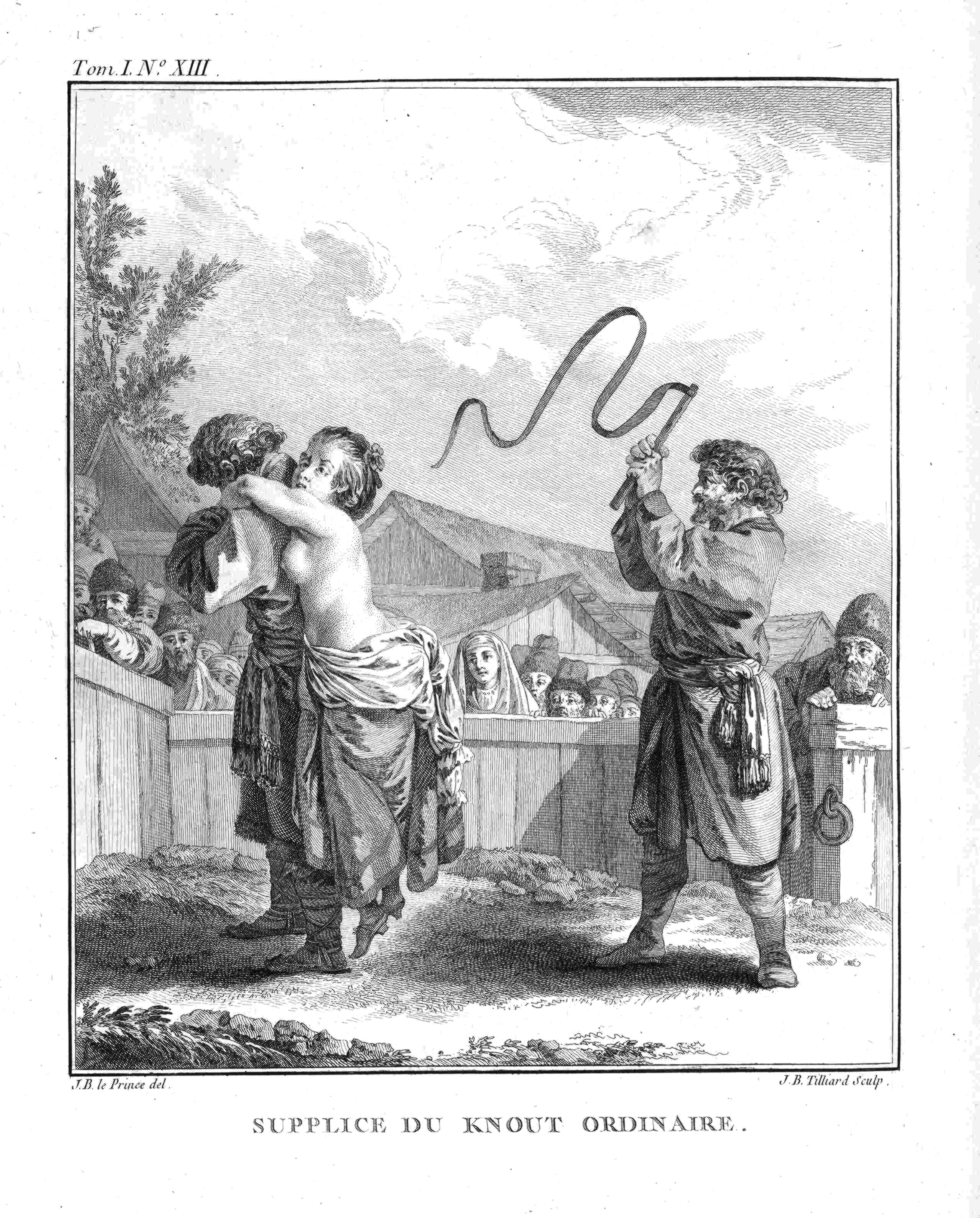
Наказание кнутом Н. Лопухиной. Гравюра Ж.-Б. Лепренса из книги, 1766 год.

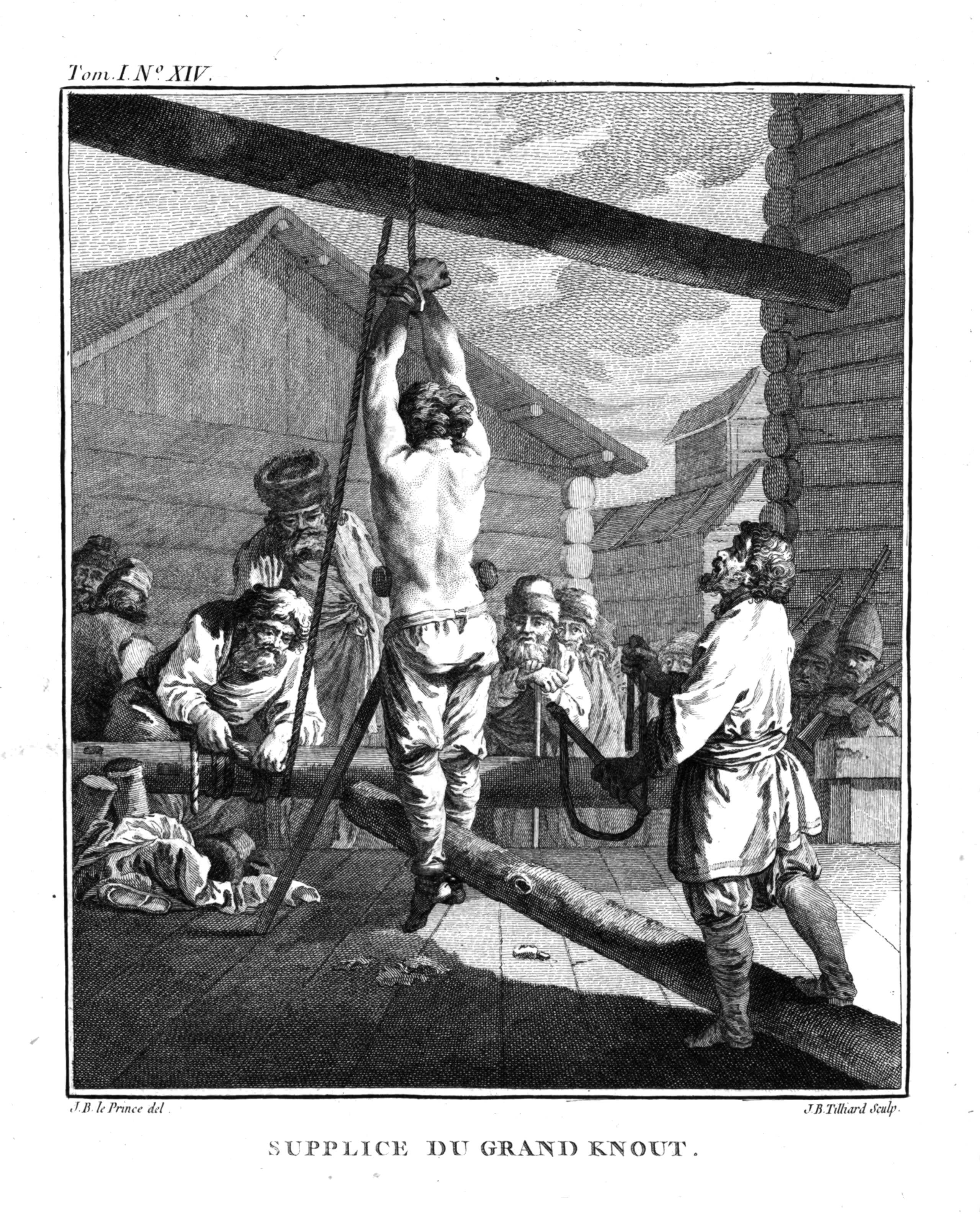
Наказание большим кнутом. Гравюра Ж.-Б. Лепренса, около 1765 года.

Кнут (батог, пуга) — тип ударного орудия, главным элементом которого является длинный плетёный ремень из сыромятной кожи, изначально с узлом на конце.
В знаменитом словаре В. И. Даля — Кнут, свитая из пеньки или ремешков и навязанная на кнутовище, короткая и к концу тонкая веревка (навой, навивка), для стеганья, битья. Применяется для понукания животных, наказания людей, в ряде случаев может служить гибким ударным оружием.

## Этимология названия
От скандинавского «кнутр» (knútr) — узел, нарост.

## Устройство
Главным элементом кнута является длинный плетёный кожаный ремень круглого сечения, который разделяется на собственно плетёную часть (или тело кнута), фол и крекер. Тело сплетается из длинных полос кожи и постепенно утончается к концу, на котором крепится узкий ремень — фол; к фолу крепится крекер, состоящий из конского волоса либо синтетических материалов. При нанесении удара с замахом по мере утоньшения конец кнута и в особенности фол может развивать сверхзвуковую скорость, из-за чего крекер производит характерный громкий звук, напоминающий щелчок или хлопок. Этот щелчок пугает рогатый скот, что и используют пастухи. Кнуты также могут быть из других материалов, например, из синтетических верёвок или лент, иные материалы менее распространены.
Нередко ремешок кнута на часть длины заполняется свинцовой или стальной дробью для  утяжеления, а также на конец рукояти вяжутся узлы по типу турецкая голова для удобства хвата. 
В основном кнут имеет твёрдую рукоять, то есть кнутовище (к примеру, из дерева). Кнуты с отсутствующей рукоятью иногда называются «змеёй» (англ. Snake whip). 
Отдельно стоит упомянуть кнут, использовавшийся в России до середины XIX века как орудие наказания (штрафа) и пытки. По свидетельству Н. Н. Евреинова («История телесных наказаний в России», 1913 года) кнут для наказания состоял из трёх частей: деревянной ручки длиной примерно 0,35 метра, прикреплённой к плетёному кожаному столбцу длиной около 0,7 метра, оканчивавшемуся медным кольцом, к кольцу уже крепилась «рабочая» часть длиной тоже примерно 0,7 метра. Последняя, «рабочая» часть изготавливалась из широкой полосы толстой воловьей кожи (около одного сантиметра толщиной), согнутой для придания дополнительной жесткости уголком (уголок вдоль полосы кожи) и загнутой на конце в виде когтя. Иногда края рабочей части затачивались. Эту часть кнута предварительно вымачивали в специальных растворах, например, вываривали в воске или молоке, и высушивали на солнце. «Рабочая» часть кнута могла быть дополнительно оплетена тонкой проволокой для придания кнуту дополнительной жёсткости. Таким образом, кнут палача был тяжёлым ударным орудием. Правильный удар кнутом должен был рассекать кожу и подлежащие ткани до костей — это служило индикатором, что палач бьёт в полную силу (во времена Ивана Грозного, если палач бил слабо — рисковал занять место наказуемого). Во время нанесения ударов кнут отсыревал в крови и терял жёсткость, поэтому после каждых 10—15 ударов кнут меняли на новый.

## Названия и применение
В России применялись:
- Кнут кучерской — ременный, на длинноватом кнутовище, с дремою, для надевания на руку;
- Кнут палачевий — замененный кошкою, трехвостою плетью, также отмененною, был с сыромятным, переменным концом;
- Бич — длинный кнут, для немецкой упряжи: кучер правит четвернею с выносом;
- Бич пастуший, хлопуша, витень;
- Охотничий кнут, для порсканья, арапник;
- Поволочня — кнут при паханье, который тащится за сохою;
- Погонялка — простой, крестьянский кнутишка;
- Пуга, батог — кнут для понуканья волов;
- Нагайка, камча, канчук — короткая, толстая и ровная казачья плеть, иногда со шлепком, лопастью;
- Волкобой — толстая нагайка, иногда со вплетенною в кончике пулею.

### Орудие телесного наказания
На протяжении практически всей своей истории кнут также использовался как мощное орудие наказания, и в этом качестве применяется в ряде государств и стран даже в наше время. Наказание совершалось весьма медленно и требовало большого напряжения сил от исполнителя. По словам Г. К. Котошихина, «в час боевой бывает ударов 30 или 40», а по свидетельству графа Н. С. Мордвинова, относящемуся к XIX столетию, «для 20 ударов потребен целый час». Кнут употреблялся и как орудие пытки: подсудимый, привязанный за кисти рук, на верёвке вздергивался на воздух в дыбе и в этом положении получал удары кнутом. Смертельный исход наказания кнутом был явлением весьма обычным; об этом единогласно свидетельствуют все русские и иностранные писатели как XVII века, так и позднейшей эпохи. По словам князя Щербатова, почти все наказанные кнутом умирают или при самом наказании, или вслед за тем, «некоторые из них в жесточайшем страдании, нежели усечение головы, или виселица, или и самое пятерение».
Тяжесть наказания кнутом зависела не столько от числа ударов, сколько от силы их и способа нанесения. Говарду один палач сознался, что тремя ударами кнута может причинить смерть, проникнув до лёгких. Бывали примеры, говорит Якоб (1818), что палач с первых трёх ударов перебивал позвоночник, и преступник умирал на месте; наоборот, бывали примеры, что 100 и даже 300 ударов не причиняли заметного вреда здоровью преступника. Таким образом, отмена Елизаветой Петровной смертной казни и замена её наказанием кнутом фактически свелась к установлению вместо простой казни квалифицированной; имеются даже указания, что столь частое выражение «бить кнутом нещадно» понималось исполнителями XVIII века, как приказание засечь преступника до смерти. B старину для излечения ран от кнута на спину наказанного надевали тёплую шкуру только что убитой овцы (лечебник XVII в., Олеарий).
О наказании кнутом упоминает уже Судебник 1497 года, но особого распространения оно достигло в XVII веке, в терминологии которого оно именовалось также «жестоким наказанием» и «торговой казнью». По Уложению 1649 года, большая часть преступных деяний, даже самых незначительных, влекло за собой наказание кнутом или отдельно, или в соединении с другими наказаниями. Позднейшие указы XVII века расширяют применение кнута до крайних пределов, назначая его за работу в воскресные дни (1668), за нищенство (1691), за выбрасывание на улицу или накопление против дворов (в Москве) навоза и всякого помёта (указы 1686, 1688 и 1699 гг.).
В Москве возничих и лакеев за быструю езду по городу секли в полиции «кошками» — ременными кнутами со стальными когтями
Дальнейшее расширение сферы применения кнута явилось результатом уничтожения смертной казни при Елизавете Петровне. Наказание кнутом сопровождалось вырезанием ноздрей, клеймением и ссылкой; в тех же случаях, когда оно, с 1753 года, заменяло собой смертную казнь, к этому присоединялось ещё возведение на виселицу или положение головы на плаху. Свод Законов 1832 и 1842 годов, по которому наказание кнутом было добавочным наказанием к ссылке в каторгу, в значительной степени сузил сферу применения кнута, оставив его лишь для тех преступлений, которые до Елизаветы Петровны влекли за собой смертную казнь, во всех же остальных случаях заменив его плетьми.
Число ударов кнутом никогда не определялось законом, который в XVII веке различал лишь простое и «нещадное» битье и лишь для пытки определил максимальное число ударов в 150 (боярский приговор 1673 г., на практике, впрочем, не соблюдавшийся); в XVIII и XIX вв. число это доходило до 400 и более. В XVII веке число ударов не определялось даже и в судейском приговоре, а предоставлялось на рассмотрение исполнителей; по словам князя Щербатова, и в XVIII веке наказание кнутом назначалось «без счёта». Свод Законов предписывал, чтобы в судебном приговоре точно означалось число ударов кнутом, сообразно вине, но судейскому произволу никаких пределов положено не было.
Вопрос об отмене кнута возбужден был императором Александром I, который для обсуждения его учредил в Москве особый комитет; последнему Высочайше объявлено было, что «наказание кнутом, будучи бесчеловечной жестокостью, которой усиление зависит от произвола палача, следовало бы отменить». Комитет также высказался в этом смысле, но дело кончилось лишь указом 1817 г. об отмене вырезания ноздрей, уничтожение же кнута было отложено до издания нового Уголовного уложения, так как опасались, что объявление об этом в виде отдельного указа возбудит в народе мысль, «будто и всякое уголовное наказание с сим вместе отменяется». По тем же соображениям не привело к практическим последствиям и вторичное обсуждение вопроса о кнуте в 1824 году государственным советом, который почти единогласно принял мнение, уже предварительно Высочайше одобренное, об уничтожении кнута.
В 1832 году сын французского маршала Даву, в бытность свою в Москве, тайно купил у палача два кнута; по этому поводу состоялось 22 сентября 1832 года секретное Высочайшее повеление: «впредь ни кнутов, ни заплечного мастера никому не показывать» («Русская Старина», 1887 г., № 10, стр. 216).
Лишь Уложение о наказаниях уголовных и исправительных 1845 г. отменило наказание кнутом, заменив его наказанием плетьми.